# Andrij Nikitin
Andrij Dmytrowycz Nikitin, ukr. Андрій Дмитрович Нікітін, ros. Андрей Дмитриевич Никитин, Andriej Dmitrijewicz Nikitin (ur. 8 stycznia 1972 w Woroszyłowgradzie) – ukraiński piłkarz, grający na pozycji bramkarza.

## Kariera piłkarska

### Kariera klubowa
Wychowanek SDJuSzOR Zoria Woroszyłowgrad. Pierwsze trenerzy - Ju.M.Raszczupkin, A.N.Tkaczenko. W 1990 roku zadebiutował w pierwszej drużynie Zorii Ługańsk, w której występował przez kolejne sześć sezonów, będąc pierwszym bramkarzem klubu. Latem 1995 przeszedł do Szachtara Donieck, ale był tylko bramkarzem rezerwowym, dlatego na początku 1999 przeniósł się do rywala zza miedzy Metałurha Donieck, w którym bronił przez lat. W marcu 2004 roku zasilił skład Illicziwca Mariupol. Podczas przerwy zimowej sezonu 2006/2007 powrócił do Zorii Ługańsk. W grudniu 2007 postanowił zakończyć karierę piłkarską, ale w następnym roku wyjechał do Azerbejdżanu, gdzie bronił barw klubu Simurq Zaqatala. Latem 2009 zakończył karierę piłkarską.

## Sukcesy

### Sukcesy klubowe
- wicemistrz Ukrainy: 1997, 1998, 1999
- brązowy medalista Mistrzostw Ukrainy: 2002, 2003
- zdobywca Pucharu Ukrainy: 1997
- brązowy medalista Mistrzostw Azerbejdżanu: 2009

### Sukcesy indywidualne
- członek Klubu Jewhena Rudakowa: 103 mecze na "0"

### Odznaczenia
- tytuł Mistrz Sportu Ukrainy: 1994